# Israel Folau
Israel Folau (Sydney, 3 aprile 1989) è un ex rugbista a 13 e rugbista a 15 australiano di origini tongane, che dal 2022 milita nei Urayasu D-Rocks (NTT) in Top League giapponese.
Ha giocato a livello professionistico sia nel football australiano che nel rugby a 15. Da tredicista è finalista nella Coppa del Mondo 2008, da quindicista in quella del 2015. 
Nel 2022 torna al rugby union diventando eleggibile per Tonga con cui fa il suo debutto in Pacific Nations Cup.

## Biografia
Folau è nato in Australia da genitori tongani, in una famiglia che comprende anche altri cinque figli; lo sport familiare era il rugby a 13 e, in effetti, quella fu la strada intrapresa da Israel, che a 18 anni esordì in Australian Rugby League per i Melbourne Storm divenendo il miglior realizzatore di mete nell'anno di debutto.
Dopo due stagioni fu ai Brisbane Broncos e, nel 2011, passò al football australiano per ragioni sia economiche che familiari: con il passaggio al Greater Western Sydney, infatti, ebbe la possibilità di guadagnare maggiormente che nel rugby a 13 e contemporaneamente stare vicino alla famiglia, che vive nei sobborghi della capitale del Nuovo Galles del Sud.
Alla fine del 2012 giunse il secondo cambio di disciplina della sua carriera sportiva: contattato dall'Australian Rugby Union firmò un contratto annuale con la franchise di rugby a 15 degli Waratahs per una cifra di circa un milione e mezzo di dollari australiani (~1,06 milioni di euro).
Già al termine della prima stagione di Super Rugby fu convocato negli Wallabies, esordendo contro i British and Irish Lions nel primo dei tre test match del tour 2013 della selezione interbritannica, andando a segno con due mete, nonostante la sconfitta per 21-23; nonostante la sconfitta australiana nella serie, la Federazione propose a Folau, subito dopo la fine del tour, un'estensione di contratto di ulteriori due anni, fino a tutto il 2015, viste le prestazioni nelle tre partite che lo avevano visto impegnato e prese subito parte al Championship successivo.
Nel 2014 contribuì alla prima vittoria di sempre degli Waratahs nel Super Rugby, emergendo anche come il miglior realizzatore di mete di tale edizione di torneo, 12, a pari merito del figiano Nemani Nadolo, e divenendo così il primo giocatore ad avere marcato il record di mete in un campionato professionistico sia da tredicista che da quindicista.
A livello internazionale, oltre a fare parte degli Wallabies, militò anche nei Kangaroos, la Nazionale a 13 australiana, con cui prese parte alla Coppa del Mondo di rugby a 13 2008 giungendo fino alla finale.
Analogo risultato ottenne nel XV: convocato per la Coppa del Mondo di rugby 2015 in Inghilterra, all'ultimo atto l'Australia fu sconfitta dalla Nuova Zelanda.

## Controversie
A seguito di diverse dichiarazioni negative rivolte a omosessuali, atei e altri gruppi di persone in relazione alle sue credenze religiose il 15 aprile 2019 viene rescisso il contratto d'ingaggio che aveva stipulato con la Federazione australiana di rugby.

## Palmarès
- Super Rugby: 1
Waratahs: 2014